# Тетюхин, Павел Сергеевич
Павел Сергеевич Тетюхин (род. 22 октября 2000 года, Белгород) — российский волейболист, доигровщик ВК «Белогорье» и сборной России.

## Карьера
Родился 22 октября 2000 года. Отец — Сергей Тетюхин.
В «Технолог-Белогорье» играл на позиции доигровщика под 18 номером, восьмой номер был занят старшим братом Иваном, являющимся либеро. С 2018 года под восьмым номером играет в ВК «Белогорье» на позиции доигровщика, заменив отца на площадке. С сезона-2022/23 выбран капитаном команды.
В сентябре 2021 года получил приглашение в национальную сборную для участия в чемпионате Европы; дебютировал в сборной России, сыграв 7 матчей на Евро.